# 布萊頓 (喬治亞州)
布萊頓（英語：Brighton）是位於美國喬治亞州蒂夫特縣的一個非建制地區。該地的面積和人口皆未知。

## 地理
布萊頓的座標為31°30′10″N 83°27′22″W / 31.50278°N 83.45611°W，而該地的平均海拔高度為115米（即377英尺）。